# Donatsturm
Der Donatsturm ist ein markanter Rest der früheren mittelalterlichen Stadtbefestigung der erzgebirgischen Stadt Freiberg. Er stammt aus der Mitte des 15. Jahrhunderts und steht seit den 1960er Jahren unter Denkmalschutz.

## Geschichte
Der Name des Turms stammt von der früheren hölzernen Donatskirche, die ihre Bezeichnung dem Heiligen Donatus von Arezzo, dem Patron des Bistums Meißen verdankt, jedoch bereits 1443 abgetragen worden ist. Der Turm wurde zum Schutz des Donatstors errichtet. 
Nach der Schleifung der Stadtmauer samt ihren Toren zu Beginn des 19. Jahrhunderts diente der Turm ein knappes Jahrhundert als Getreidespeicher. Eine weitere Nutzung ist nicht bekannt.
Der heute zu sehende Torbogen zum Nachbargebäude wurde im Jahr 1923 hinzugefügt.

## Beschreibung

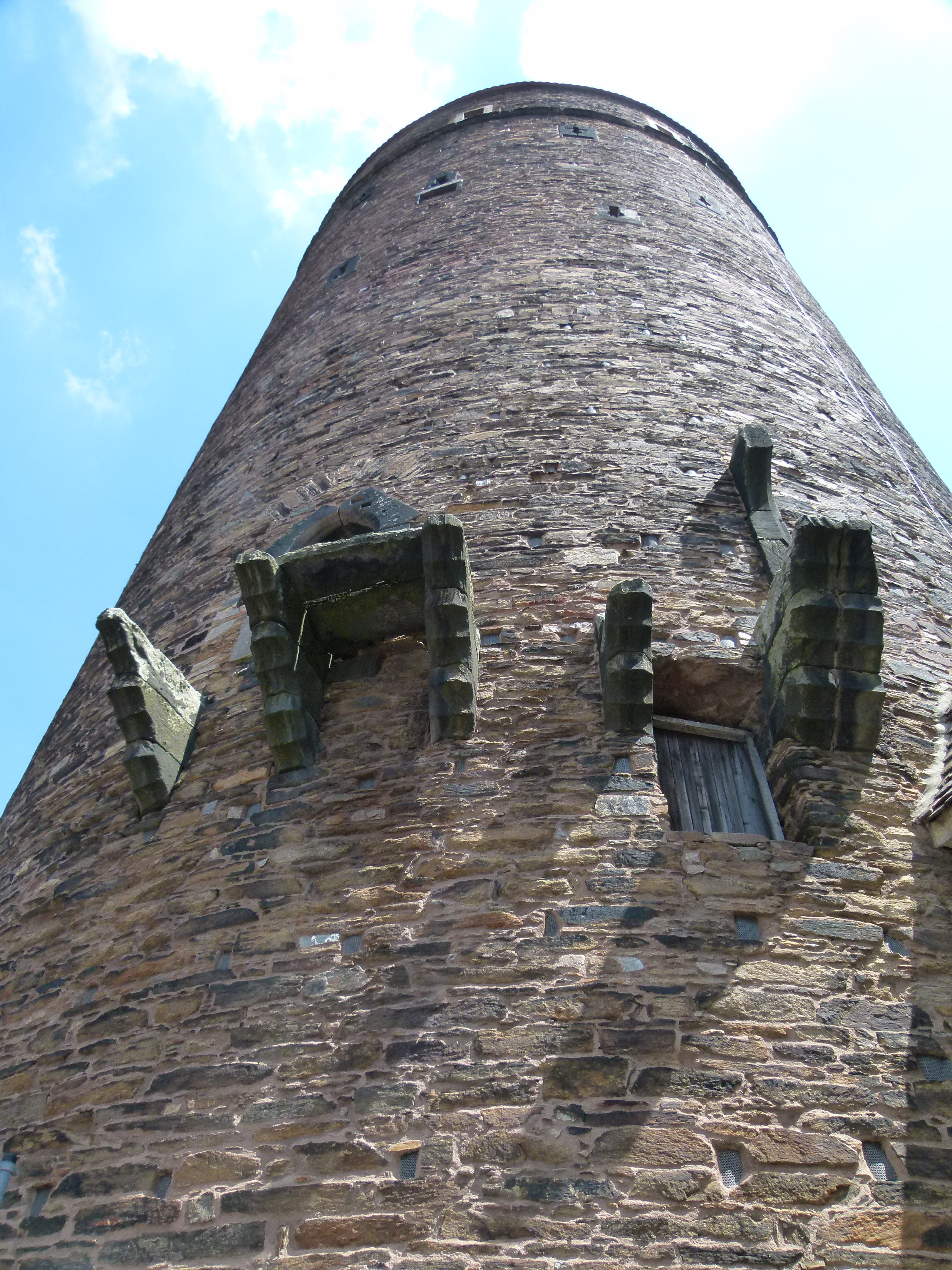
Hölzerne ehemalige Zugangspforte

Der einzige runde Turm in der Stadtmauer ist ein dreietagiges spätgotisches Bauwerk aus überwiegend handgefertigten Bruchsteinen aufgemauert. 
Er hat einen Außendurchmesser von 14,3 Metern, der Innendurchmesser beträgt 3,9 Meter. Das oberste Geschoss besitzt große Geschütz-Öffnungen in der Fassade, darunter sind kleinere Schießscharten für Handfeuerwaffen eingearbeitet. Abgeschlossen ist der Turm mit einem Kegeldach, das im Jahr 1515 aufgebracht worden ist. Obenauf befinden sich eine vergoldete Turmkugel und eine vergoldete Wetterfahne.
Die ursprüngliche Wandstärke des Turmes betrug rund fünf Meter. Er war lediglich über einen Wehrgang und eine kleine Pforte in einer Höhe von sieben Metern über Straßenniveau erreichbar und damit gut zu verteidigen.